# Taylan Antalyalı
Taylan Antalyalı (nascut el 8 de gener de 1995) és un futbolista professional turc que juga com a migcampista al Galatasaray.

## Carrera professional

### Gençlerbirliği
Taylan Antalyalı va ser transferit a l'equip de la Superlliga turca Gençlerbirliği SK abans de la temporada 2014-2015. Antalyalı va fer el seu debut professional en una derrota per 4-1 a la Süper Lig davant el Trabzonspor l'1 de desembre de 2014. Només va jugar dues vegades a la Superlliga durant la seva primera temporada amb aquest equip i cap partit a la segona temporada. Així que va ser cedit i es va incorporar al Kayseri Erciyesspor l'1 de febrer de 2016 a la 1. Lig. Va jugar 13 partits i va marcar una vegada. La temporada següent, va tornar a ser cedit per a un altre equip, el Hacettepe SK jugant 27 partits en aquest equip de la 2. Lig i marcant 2 gols.

### Erzurumspor
La seva bona actuació va posar un gran interès en el jugador i va signar, l'1 d'agost de 2017, com a agent lliure, un contracte de tres anys amb el BB Erzurumspor, que volia constituir un equip ambiciós amb l'objectiu de participar en la Superlliga a la final de la temporada 2017-18. Durant aquesta temporada 2017-2018 a la 1. Lig Taylan Antalyali va jugar 27 partits, va marcar 2 gols i va participar de manera eficient en un equip que acabà al 6è lloc i es va classificar per al play-off. Va jugar els tres partits del play-off, marcant durant el primer i participant en la victòria del seu equip a la Final contra el Gaziantep SK. La Super League va ser difícil per a l'equip, però Taylan Antalyali va jugar 31 partits i va marcar 6 gols. L'Erzurumspor va descendir a la 1. Lig.

### Galatasaray
El migcampista va començar la temporada següent a la 1. Lig durant tres partits abans de ser cedit al Galatasaray. Va signar un contracte de quatre anys amb el Galatasaray la temporada 2019-20 per 1 milió d'euros.

## Carrera internacional
Va debutar amb la selecció de futbol de Turquia el 24 de març de 2021 en una eliminatòria per a la Copa del Món 2022 contra els Països Baixos.